# Kasztelanka (film)
Kasztelanka – polski telewizyjny film obyczajowy z 1983 roku, w reżyserii Marka Nowickiego. Adaptacja opowiadania Igora Newerlego.
Plenery: Oporów.

## Fabuła
Akcja filmu toczy się w okresie międzywojennym. Jerzy (Jerzy Kryszak) samotnie spędza urlop, pływając kajakiem po rzekach i jeziorach. Pewnego dnia zatrzymuje się na nocleg niedaleko starego dworu. Nocą w namiocie Jerzego zjawia się znudzona życiem dziedziczka Gabrysia (Ewa Telega). Dziewczyna chce, by pomógł jej w ucieczce w wielki świat.

## Obsada
- Jerzy Kryszak jako Jerzy
- Ewa Telega jako Mańka
- Sylwester Maciejewski jako pastuch Stasiek
- Wojciech Solarz jako dziedzic
- Ewa Lubera jako mieszkanka dworu
- Czesława Szczep-Gaszewska jako mieszkanka dworu
- Bronisław Pawlik jako weteran
- Zbigniew Buczkowski jako kochanek Mańki
- Wiesław Gołas jako rybak
- Emilia Ziółkowska jako mieszkanka dworu